# Alexandre Morus
Alexandre Morus (ou Moir ou More) né le 25 septembre 1616 à Castres et mort le 28 septembre 1670 à Paris était un théologien protestant franco-écossais.

## Biographie
Alexandre Morus est le fils d'un Écossais, qui était recteur d'un collège protestant à Castres. 
En 1636, Alexandre Morus part étudier la théologie à Genève, où il est élu professeur de grec à l'académie en 1639. En 1642, il succède à Friedrich Spanheim comme professeur de théologie, pasteur et doyen de l'Académie de Genève.
Adhérant aux idées de Moïse Amyrault, il a des ennuis à Genève où son orthodoxie est considérée comme suspecte. Également accusé d'immoralité, il est contraint de quitter Genève en 1648. L'année suivante, il obtient une chaire de théologie à Middelbourg grâce à l'appui de Claude Saumaise . Il en démissionne en 1652 pour prendre une chaire d'histoire ecclésiastique à l'université d'Amsterdam. En 1654-1655, il est victime, injustement, d'une polémique avec le poète et pamphlétaire puritain anglais John Milton (voir ci-après). Rentrant aux Pays-Bas après un voyage en Italie en 1655-1656, il découvre que sa réputation est définitivement entachée après la deuxième attaque de Milton à son encontre. En 1659, il se retire de son poste de professeur d'histoire ecclésiastique à Amsterdam et devient pasteur de l’Église réformée de Charenton jusqu'à la fin de sa vie en 1670.

## Polémique avec John Milton
En 1654, John Milton lance, dans son pamphlet Pro  Populo Anglicanorum Defensio Secunda, une attaque au vitriol contre Morus, croyant à tort que celui-ci était l'auteur de l'ouvrage royaliste anonyme intitulé  Regii sanguinis clamor ad coelum adversus Parricidas Anglicanos ("Le cri du sang du roi vers les cieux contre les parricides anglais"), contenant une attaque "enragée" contre Milton. Morus répond à cette attaque par un ouvrage intitulé Alexandri Mori Ecclesiastae et Sacrarum Litterarum Professoris Fides Publica contra Calumnias Joannis Miltoni, en 1654 également, publié chez le même éditeur que le Regii sanguinis clamor, à savoir Adriaan Vlacq, qui est également attaqué par Milton. Mais Milton réplique par une nouvelle attaque que Morus laisse sans réponse, ce qui semble donner raison à son adversaire. 
La véritable paternité du Regii sanguinis clamor, écrit par Pierre Du Moulin, envoyé à Claude Saumaise et seulement relu par Morus, est apparue en 1670.